# إد موراي
إد موراي (بالإنجليزية: Ed Murray)‏ هو سياسي أمريكي، ولد في 27 مارس 1958 في مقاطعة لارامي في الولايات المتحدة. حزبياً، نشط في الحزب الجمهوري.

## وصلات خارجية
- الموقع الرسمي